# Citoyen d'honneur (film, 2016)
Pour les articles homonymes, voir Citoyen d'honneur.
Pour plus de détails, voir Fiche technique et Distribution.
Citoyen d'honneur (El ciudadano ilustre) est un film dramatique argentin réalisé par Gastón Duprat et Mariano Cohn sur un scénario d'Andrés Duprat, sorti en 2016 et mettant en vedette Oscar Martinez.

## Synopsis
Daniel Mantovani est un écrivain comblé, Prix Nobel de littérature, qui vit à Barcelone, loin de son pays natal l'Argentine. Il refuse systématiquement toutes les invitations qui lui sont faites. Jusqu'au jour où il décide d'accepter d'être fait «Citoyen d'honneur» de Salas, la petite ville où il est né. Mais est-ce vraiment une bonne idée que de revoir les habitants de cette ville, qui sont devenus, d'année en année, les personnages de ses différents romans ?
Le film se clôt sur une fin ouverte et très inattendue.

## Fiche technique
- Titre : El ciudadano ilustre
- Titre international : The Distinguished Citizen
- Réalisation : Gastón Duprat, Mariano Cohn
- Assistant réalisateur : Martin Bustos
- Scénario : Andrés Duprat
- Direction artistique : Maria Eugenia Sueiro
- Production : Fernando Sokolowicz, Victoria Aizenstat, Eduardo Escudero, Manuel Monzón, Fernando Riera
- Musique : Toni M. Mir
- Son : Adrián De Michele
- Photographie : Mariano Cohn
- Montage : Jerónimo Carranza
- Costumes : Laura Donari

## Distribution
- Oscar Martínez : Daniel Mantovani
- Dady Brieva : Antonio, l'ancien ami
- Andrea Frigerio : Irene, l'ex de Daniel devenue épouse d'Antonio
- Belén Chavanne : Julia, la fille d'Irene et d'Antonio
- Nora Navas : Nuria, l'assistante de Daniel
- Manuel Vicente : Cacho, le maire de Salas
- Iván Steinhardt : le détracteur de Daniel
- Marcelo D'Andrea : Florencio Romero

## Autour du film
- Andrés Duprat, le scénariste du film comme de la plupart des films réalisés par Gastón Duprat et Mariano Cohn, est le frère de Gastón.

- Une nouvelle version adaptée est sortie en France en 2022 avec le même titre Citoyen d'honneur réalisé par Mohamed Hamidi.

## Distinctions

### Récompenses
- Mostra de Venise 2016 : Coupe Volpi pour la meilleure interprétation masculine pour Oscar Martinez
- 31e cérémonie des Goyas : meilleur film ibéroaméricain
- Prix Platino 2017 du meilleur film ibérique

## Accueil

### Accueil critique
Selon Christophe Narbonne de Première, « Mariano Cohn et Gaston Duprat prennent un malin plaisir à faire vivre les pires tourments […] à leur héros, malmené par ses anciennes connaissances dont il a fait les protagonistes anonymes de son œuvre littéraire. Le film, qui interroge la notion de liberté artistique et de droit à la tranquillité ».
Pour Sébastien Maury du site Cinespagne.com, « l'écrivain n'est donc pas forcément bien reçu par ceux qui se croient malmenés dans ses romans d'autant qu'un écart abyssal s'est créé entre l'écrivain auréolé de succès... et ses anciens voisins pour qui le temps semble s'être arrêté ».
Selon Jean-Jacques Corrio de critique-film, le cynisme le dispute à la tendresse, la mesquinerie à la générosité, cette comédie est cruelle et drôle, jamais méchante. « Le film cherche (et arrive !) à montrer avec finesse les conséquences de l’arrivée plus ou moins brutale de la notoriété sur un individu et sur la perception que celles et ceux qui l’avaient auparavant pratiqué ont dorénavant de lui ».

### Box-office
Cumulé en semaines d'exploitation:
| Pays ou région | Box-office     | Date d'arrêt du box-office | Nombre de semaines |
| -------------- | -------------- | -------------------------- | ------------------ |
| France         | 72 843 entrées | 21 juin 2017               | 15                 |